# Innova Handelshaus
Die Innova Handelshaus AG (Eigenschreibweise INNOVA) war eine deutsche Elektronik- und Küchen-Fachmarktkette mit neun Fachmärkten in Berlin, sieben Kompakt-Fachgeschäften und sieben Bestkauf-Franchise-Partnerbetrieben in Berlin und Umgebung. Es existierten zusätzlich 28 Partnerbetriebe im gesamtdeutschen Raum. Ein zentraler Aspekt des Konzeptes von Innova war, dass das Handeln mit den Verkäufern sogar erwünscht war.

## Geschichte
Innova eröffnete 1987 in der Berliner Riehlstraße am Kaiserdamm seinen ersten Laden. 1990 wurde der Innova-Kundenclub gegründet, der mit über 560.000 Mitgliedern zu den zehn größten Clubs in Europa zählte. Die Clubmitgliedschaft ermöglichte Rabatte und Garantieverlängerungen. Im Jahr 2011 wurde die Innova Handelshaus GmbH in die Innova Handelshaus AG umgewandelt. Seit 2014 bot Innova mit dem neuen Konzept „Innova Home“ nicht mehr nur einzelne Produkte an, sondern auch komplette Wohnungseinrichtungen (z. B. Ausstattungen für Bad, Küche, Büro).
Ende April 2016 meldete die Innova AG Insolvenz in Form der Eigenverwaltung an.
Am 29. Juli 2016 wurde mitgeteilt, dass der Sanierungsversuch gescheitert sei. Ab dem 4. August 2016 wurde der Insolvenzverkauf abgewickelt, die Verwertungsgesellschaft MHZ aus Berlin hatte dazu den gesamten vorhandenen Waren- und Auftragsbestand übernommen.

## Geschäftssparten
Innova verkaufte neben Haushaltsgeräten und Elektronikprodukten auch Möbel und Einrichtungsgegenstände für den Heimbedarf sowie Küchen oder Bäder, welche in den größeren Fachmärkten ausgestellt waren. Kunden konnten in den Küchen- und Bäder-Fachmärkten oder auch direkt bei sich zu Hause ihre neue Wohnungseinrichtung planen lassen. Weitere Produktfelder waren Schuhe, Geschenke und in den vier Innova-Reisebüros in Berlin auch Reisen.

## Filialen
Innova-Fachmärkte waren in Berlin ansässig. Diese Filialen hatten zwischen 800 und 6000 m² Fläche. Neben Küchen wurden auch Elektronikartikel ausgestellt. Die Innova Kompakt Shops hatten eine Einkaufsfläche von ca. 150 bis 300 m²; hier lag der Warenschwerpunkt bei Elektrogroßgeräten und Multimediaprodukten. Innova Bestkauf Partnerbetriebe war ein Franchisesystem mit einer Verkaufsfläche von 150 bis 400 m².